# Kellogg's
Kellogg Company, känt som Kellogg's, är det tidigare namnet på en amerikansk multinationell livsmedelsproducent av bland annat frukostflingor. Huvudkontoret låg i Battle Creek, Michigan. I oktober 2023 delades Kellogg Company upp i två oberoende företag: WK Kellogg Co och Kellanova. WK Kellogg Co ansvarar för varumärken tillhörande frukostflingor, medan Kellanova ansvarar för övriga varumärken såsom snacks.

## Företagets historia

### Från start till tidigt 1900-tal
Övertygad av frukostens vikt uppfann dr. John Harvey Kellogg år 1894 frukostflingor av majs av en slump, och han ansåg att det hjälpte mot onani. John Harvey Kellogg var läkare vid ett sanatorium som drevs enligt Sjundedagsadventisternas ideologi. Där förbjöds kött, kaffe, alkohol och tobak, istället framhölls frisk luft, sol och naturmedicin.
Basfödan var därför bröd, och de två bröderna Kellogg, John Harvey och Will Keith, försökte få fram ett alternativ. Resultatet kom år 1905 och kallades Granose; det blev så populärt att patienterna vid sanatoriet bad om produkten att konsumera hemma.
Den 19 februari 1906 bildade dr. John Harvey Kellogg företaget Battle Creek Toasted Cornflake Company för att masstillverka produkten. Ur detta grundade dr. John Harvey Kelloggs bror, Will Keith Kellogg, företaget Kellogg Company. Företaget hette fram till år 1922 Kellogg's Toasted Corn Flakes. De två bröderna förstod snabbt vikten av kommunikation: Kelloggs logotyp har varit densamma sedan den första affischen år 1906. Logotypen kommer av att Will Keith Kellogg, som ett tecken på kvalitet, till en början signerade varje flingpaket.

### Företaget 1950-1983
Under 1950-talet och för tidens baby boomers introducerade företaget sötare flingor, som Frosties. 1953 kom maskoten Tony the Tiger som en del av kampanjen att locka baby boomers med TV-reklam på söndagsmorgnarna.
1969 köpte företaget te-företaget Salada Foods. Inom några år köpte Kelloggs även företag som producerade djupfryst mat, färdiga såser, soppor med mera. 1972 anklagades Kelloggs för oligopol av USA:s FTC (Federal Trade Commission, myndighet för bland annat konsumenträtt). Företaget tappade försäljning fram till 1983, då man tappat den stora baby boom-generationen.

## Produkter (i urval)
Företaget har sålt hundratalet olika produkter bl.a.:

### Chips
- Pringles

### Flingor
- All-Bran
- Cornflakes
- Froot Loops
- Frosted Mini-Wheats
- Frosties
- Special K

## Sponsor
Företaget har under många år varit en stor sponsor inom NASCAR-racingen.